# Johann Wilhelm Ludwig Gleim
Johann Wilhelm Ludwig Gleim (2. dubna 1719 – 18. února 1803) byl německý básník.

## Biografie
Studoval práva v Halle, kde se seznámil s některými soudobými německými básníky a založil s nimi jakousi anakreónskskou literární školu. Inspirovali se milostnými a pijáckými popěvky tohoto řeckého básníka a na ně navazující francouzskou tradicí a navazovali na ně ve své bezstarostné a klidné poezii. Na studiích vydal svou první a nejvlivnější rozsáhlou (třísvazkovou) básnickou sbírku Versuch in scherzhaften Liedern (Pokusy o žertovné písně, svazky vycházely postupně 1744–1753). Po promoci byl vychovatelem a tajemníkem v různých knížecích rodinách, seznámil se s mnoha význačnými šlechtici i literáty. V roce 1747 se stal tajemníkem katedrální kapituly v Halberstadtu a později walbeckým kanovníkem, byl pokládán za jednoho z nejvýznamnějších básníků své doby, mladé a talentované básníky podporoval finančně i literárně. Mezi tyto básníky se řadí i Anna L. Karsch a její dcera Karolína L. von Klenke, které obě celý život finančně podporoval a vedl s nimi rozsáhlou korespondenci. I díky němu se z Halberstadtu stalo jedno z hlavních kulturních středisek Německa. Přes tento velký význam v literárních kruzích je Gleimův literární význam minimální – pouze eklekticky napodobuje jiné básníky. Relativně nejvýznamnější jádro jeho tvorby tvoří především optimistické a sentimentální popěvky, vydal ale i mnoho jiných básnických sbírek, např. bajky po vzoru La Fontaina, milostné básně po vzoru Petrarcy a ódy po vzoru Horatia. Napodoboval také německou lidovou poezii, biblická podobenství a další, tematicky se ale nevybředl z optimistického sentimentu a obecné mravoučnosti. Přes malou literární hodnotu byl ve své době velmi oblíben a stal se vzorem i pro mnoho českých básníků thámovské generace.

## Fotogalerie

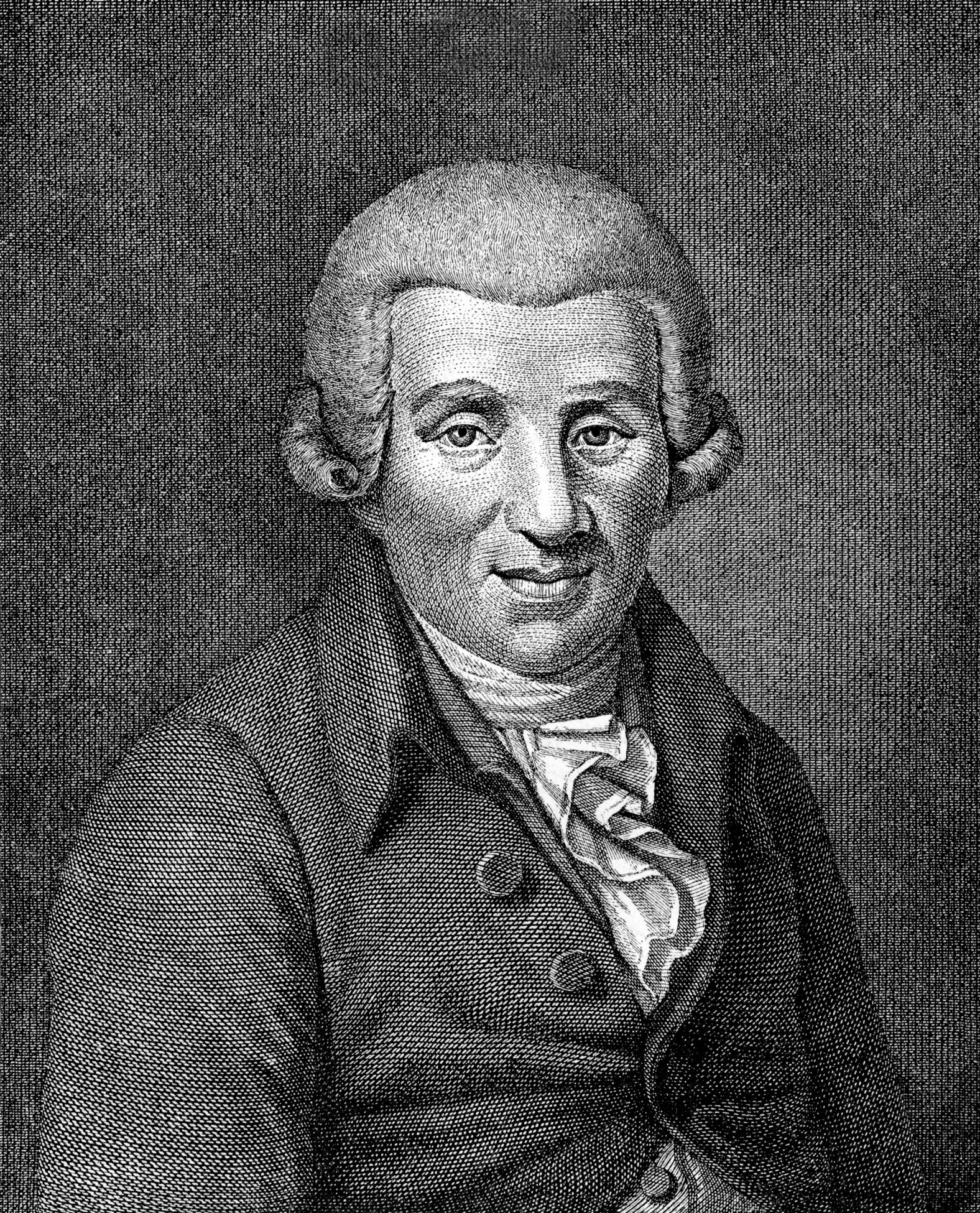
Johann Ludwig Wilhelm Gleim
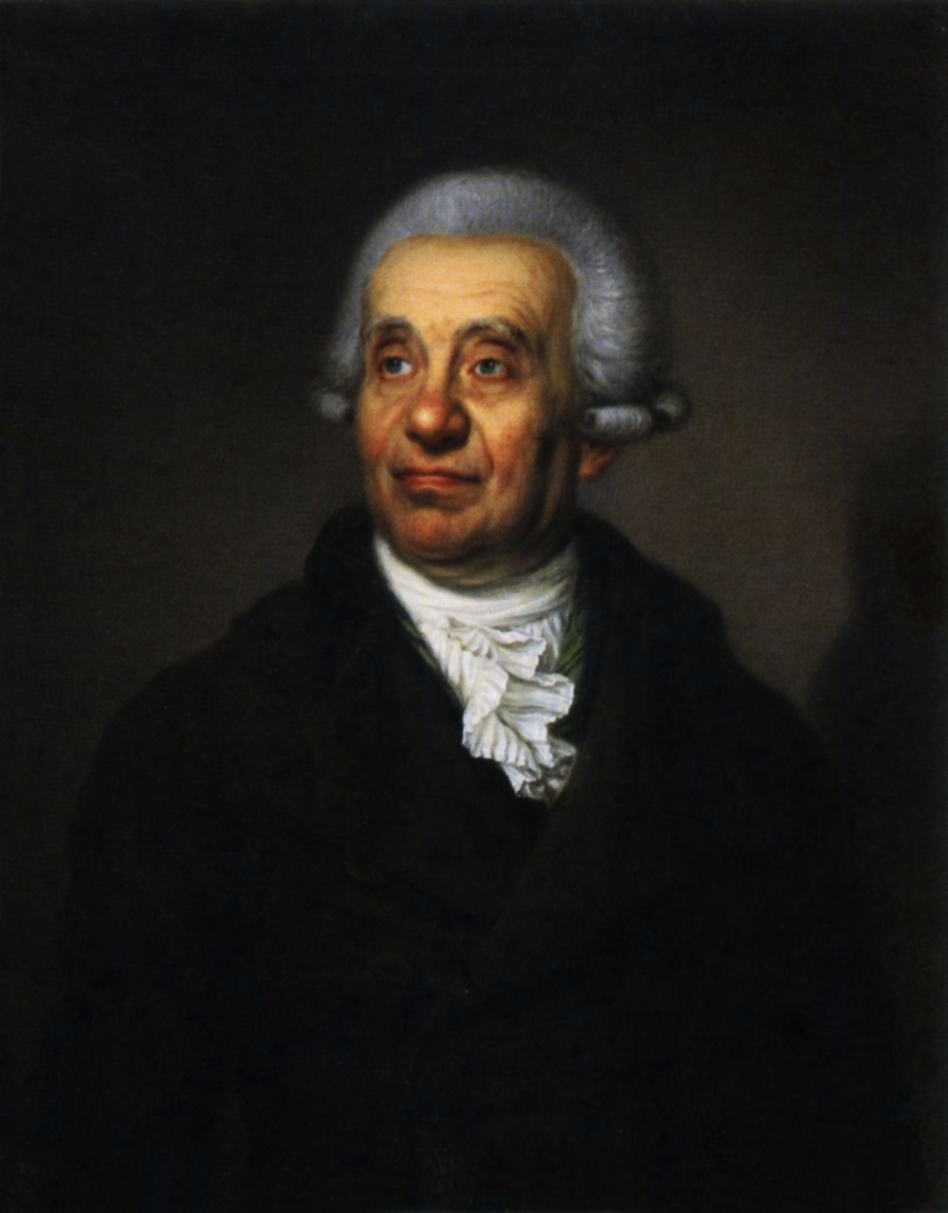
Johann Ludwig Wilhelm Gleim
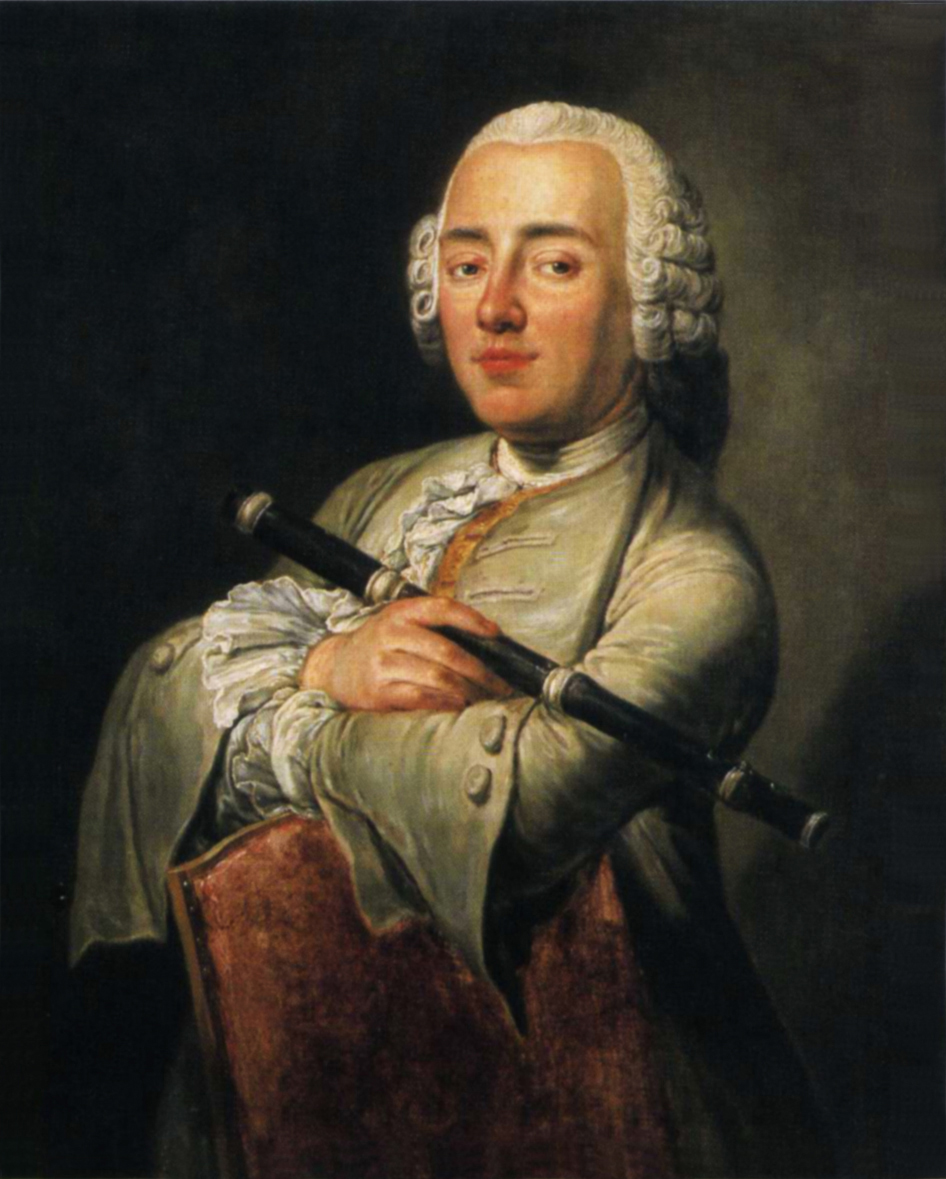
Johann Ludwig Wilhelm Gleim
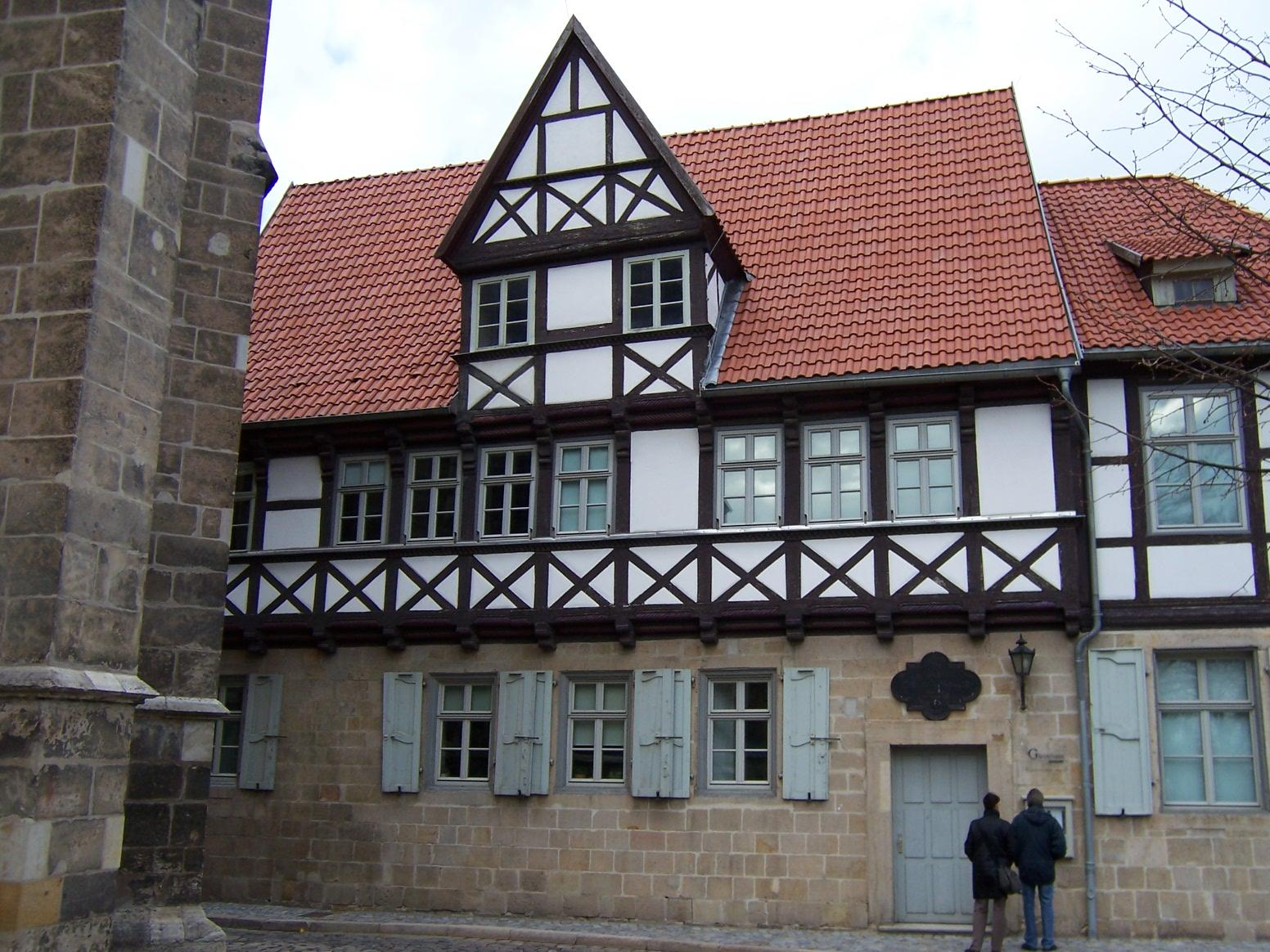
Gleimův dům v Halberstadtu
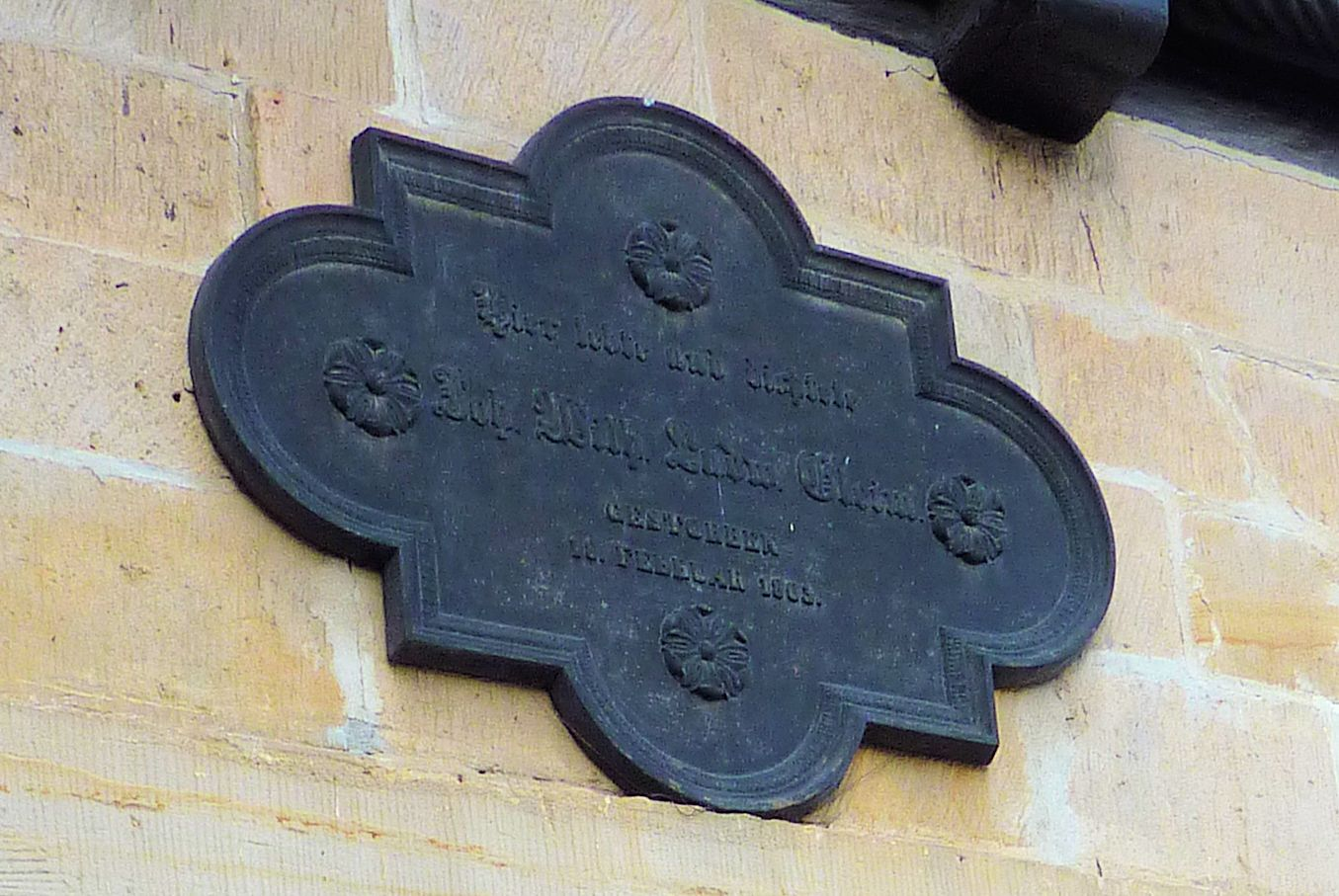
Památka Gleimovi: "Hier lebte und dichtete..." (Halberstadt)